# 白石喜和
白石 喜和（しらいし よしかず、1942年11月25日 - ）は、日本のジャーナリスト、元読売新聞記者。社会部記者をへて、地方部長、社会部長、編集局次長、総務局長、取締役事業局長、読売ゴルフ代表取締役社長などを歴任した。

## 来歴
中央大学法学部を卒業後、1967年に読売新聞大阪本社に入社、初任地は岡山支局。
1968年、取材を通じて岡山市のアマチュア無線家で医師の菊井昭雄の知遇を得る。ワルシャワ条約機構軍がプラハを侵略した際、情報統制されていたプラハが戦車に蹂躙されている状況をアマチュア無線で知り、記事化して、大スクープとなった。
1971年、警察記者クラブで知り合ったサンケイ新聞記者の上村洋行を通じて、その義兄司馬遼太郎とその実姉福田みどりの知遇を得、司馬の自宅（現・司馬遼太郎記念館）を訪問するようになる。司馬初の戯曲「花の館」初演に招待され、司馬遼太郎、福田みどり、上村洋行、洋画家須田剋太らと観劇。以降、さらに親交を深める。
1976年、黒田清、河内鏡太郎らと朝刊社会面に「男」と題した連載を行い、新しい形の読み物として読者から熱狂的な評価を受け、翌年、書籍化される。
1977年、実家に保管されていた父・白石喜太郎の日記を目にする。喜太郎は東京高等商業学校（現・一橋大学）卒業後、第一銀行を経て、渋沢栄一の秘書役となり渋沢同族専務取締役を務めた財界人であった。これを機に、太平洋戦争について、積極的に取材するようになる。
1981年、大阪の特殊鋼商社が通産省の許可を得ずに韓国へ砲身の半製品を輸出していた堀田ハガネ事件を黒田清らとスクープし、武器輸出問題等に関する国会決議に繋がる。
1981年、「ソロモン諸島ベララベラ島に日本兵が生存している」というニュースがあり、厚生省と全国ソロモン会が合同の捜索隊を出した。読売新聞は捜索隊に同行する記者を派遣、その一人としてベララベラ島へ向かう。しかし日本兵は発見できず、2か月後に帰国。マラリアに感染し、帰国後発熱を繰り返した。
1983年、読売新聞がアウシュビッツ強制収容所の遺品展を企画し、その交渉のため、同僚と戒厳令下のポーランドへ渡航する。収容所跡地にあるアウシュビッツ国立博物館の館長と遺品貸与を交渉した。同年8月、大阪市の大丸心斎橋店で「アウシュビッツ展」が開催され、80万5千人が来場した。
遺品展終了後、ポーランドへ返却に向かうと、博物館の上級官庁である文化芸術省局長から、ヒロシマ・ナガサキの遺品展をポーランドで開催すること提案される。広島市長の荒木武、長崎市長の本島等から全面協力を得た。1984年、ヒロシマ・ナガサキ展がポーランドのヴロツワフで開催され、ポーランドを訪問。その後、ワルシャワ、グダニスクでも開催された。
1987年、父の書き遺した第二次世界大戦時の日記とアウシュビッツ強制収容所を訪問した経験から小説『鉄条網を越えてきた女』を「浦山翔」名義で執筆する。同作はその年、横溝正史賞佳作賞を受賞した。
1995年に発生した阪神・淡路大震災への対応として、読売新聞による被災者支援、義援金の募集と大規模なチャリティー企画での支援を文化事業部長として主導する。新聞読者から寄託された義援金は38億円に達した。企画は海外の美術家200人、国内1500人が協力したチャリティー展覧会として実施された。
1996年、司馬遼太郎の死去に際して読売新聞に追悼文を書き、それが英字紙 THE DAIRY YOMIURIに掲載された。その記事は、のちに高等学校外国語科用の文部科学省検定済教科書(数研出版 Revised POLESTAR English Course Ⅱ)に収録された。
読売新聞は、2005年には『ミラノ展』（協力：ミラノ市）、2006年には『プラド美術館展』（協力：駐日スペイン大使館）をそれぞれ大阪市立美術館で開催し、大阪本社取締役事業局長だった白石はいずれにも深く関与、開催発表記者会見ではともに大阪市長の關淳一と並んで主催者挨拶をおこなっている。
2006年、読売ゴルフ代表取締役社長に就任。日本パブリックゴルフ場事業協会の常任理事・総務委員長ともなる。2007年から同社ゴルフ場で開催された日本ゴルフツアー機構（JGTO）公認の男子プロゴルフトーナメントである全英への道ミズノオープンよみうりクラシックの成功させ、2009年社長を退任。

## 著書
- 『普段着の平和と社会科―アウシュビッツと原爆のあいだで』（黒田清・河内鏡太郎と共著）情報センター出版局、1984年
- 『振りむけば戦争があった』東京図書出版、2013年。
- 『振りむけば明日が見える 事件記者の現場半世紀の日本』ブイツーソリューション、2015年。

（浦山翔名義）
- 『鉄条網を越えてきた女』角川書店、1987年

## 親族
- 父：白石喜太郎 - 渋沢栄一の秘書、渋沢同族株式会社専務取締役。[9][10]
- 伯父：中川忠次郎 - 医学博士[37]
- 伯父：川上義弘 - 工学博士、陸軍中将陸軍科学研究所第二部長、神戸製鋼所取締役製鋼部長兼研究部長[37]
- 従兄：川上清康 - 陸軍少佐陸軍技術本部、陸軍中将永持源次の娘婿[37]
- 義伯父：羽賀準一 - 日本の剣道家、中山博道の道場有信館の高弟。
- 義叔父：羽賀忠利 - 日本の剣道家、静岡県警察本部剣道師範。